# Fiat 6640A
Le Fiat 6640 A est un véhicule amphibie unique en son genre. Bien que ce soit à l'origine un produit destiné au marché civil, il est à classer dans les véhicules militaires pour ses très nombreuses utilisations par les services publics de la Protection civile italienne et de beaucoup d'autres nations, mais aussi les forces armées et les pompiers.
Le projet, né de la demande dans les années 1950 des services de secours italiens pour accéder dans des zones inondées ou marécageuses, a été conçu par Fiat V.I. sous la forme d'une coque de navire en aluminium de 4 millimètres d'épaisseur motorisée et disposant de 4 roues motrices et directrices. Il s'est taillé une sérieuse réputation dans le domaine des secours avec difficultés d'accès en cas de catastrophe naturelle. 

## Iveco 6640 G
Le Fiat 6640 G devenu Iveco 6640 G en 1978, est la dernière version de ce véhicule amphibie très particulier et unique en son genre. Il est équipé d'un moteur Fiat - Iveco type 8062.24.668, 6 cylindres en ligne de 5.499 cm3 développant 192 ch DIN (120 ch) qui lui permet une vitesse dans l'eau de 11 km/h et de presque 110 km/h sur route.
Parmi les nombreux accessoires, il dispose d'un treuil de 4,5 tonnes, la charge utile en bateau est de 2 tonnes.

## Curiosité
Le commandant Jacques Cousteau a utilisé ce véhicule notamment lors de ses expéditions en  Amazonie en 1983-1984.